# Lorenzo Dellavalle
 (janvier 2025).
Lorenzo Dellavalle, né le 4 avril 2004 à Carmagnole, est un footballeur italien qui joue au poste de défenseur central à la Juventus FC.

## Biographie

### Carrière en club
Né à Carmagnole en Italie, Lorenzo Dellavalle est formé par la Juventus, où il s'illustre en Championnat Primavera, dans le cadre duquel il affronte notamment son cousin et coéquipier en équipe nationale Alessandro Dellavalle lors du derby de Turin,.

### Carrière en sélection
En juin 2023, Dellavalle est convoqué avec l'équipe d'Italie des moins de 19 ans pour participer au Championnat d'Europe des moins de 19 ans qui a lieu en juillet. 
Après sa victoire face à l'Espagne (3-2), l'Italie atteint la finale de la compétition,, où elle s'impose 1-0 face au Portugal, son premier titre dans la catégorie en 20 ans,,,.

## Palmarès
Italie -19 ans
- Championnat d'Europe
  - Vainqueur en 2023